# 白马乡 (庆城县)
白马乡，是中国甘肃省庆阳市庆城县下辖的一个乡镇级行政单位。

## 行政区划
白马乡共辖以下地区：
白马社区、三里店村、高户村、白马村、肴子村、王畔村、顾旗村。